# OTV (Fernsehsender)
OTV war ein ukrainischer Musiksender, der wegen des Ukraine-Krieges eingestellt wurde. OTV bot neue moderne Musik, Inlands- und Welthits, Nachrichten aus dem ukrainischen und weltweiten Showbusiness mit Live-Chat. Zielgruppe sind die 16–24-Jährigen.

## Geschichte
Der Musik-TV-Kanal O-TV ist der erste Musik-TV-Kanal in der Ukraine. O-TV wurde am 24. April 1998 gestartet. Im Dezember 1998 begann der Sender mit der Ausstrahlung in allen Kabelnetzen in Kiew und der Region Kiew.
Am 30. April 1999 begann der Kanal mit der Ausstrahlung über den AMOS-1-Satelliten (4,0 ° W) für Kabelnetze in der gesamten Ukraine.
Am 10. April 2001 wurde der Fernsehsender O-TV International auf dem Satelliten LMI-1, 75 ° E, gestartet. Ab dem 12. Februar 2017 wurde der Sender über den Satelliten Astra 4A ausgestrahlt.
O-TV führte als erster GUS-TV-Sender ein interaktives System zur Clip-Bestellung über Festnetz und Handy ein und bot seinen Zuschauern, unter der SMS-Nummer 353, erstmals einen 24-Stunden-SMS-Chat an.
Ab dem 23. April 2019 strahlte er im 16:9-Format aus.
Am 10. März 2020 gab OTV bekannt, dass der Sender codiert werde.
Wegen des Ukraine-Krieges wurde der ukrainische Fernsehsender am 4. April 2022 eingestellt.

## Empfang
Dank der Zusammenarbeit mit den meisten ukrainischen Kabelnetzen war O-TV in fast allen Städten der Ukraine zu sehen. Die Programme wurden auch in Litauen, der Republik Moldau, Belarus, Lettland und Russland gesehen. Und dank Satellitenübertragung konnte O-TV fast in ganz Europa empfangen werden.

## Marktanteil
OTV nahm früher "führende Positionen unter den gesamtukrainischen Fernsehsendern" ein.
Marktanteil 2020: 0,06 % und damit der letzte Platz unter allen ukrainischen Fernsehsendern.

## Programm
- «O-TV EVERYDAY»

- «Sunday News»
- «Bon Appetit»
- «Design Tour»
- «O-20»
- «Про кіно»
- «Hit girls»
- «TOP European 15»
- «О-TV ПРО-НЬЮЗ»
- «Модна правда»

## App
O-TV bot im Google Play Store auch eine Chat-App an.
- Bisher +5,000 Downloads.

- Bewertungen: 3,7 Sterne.
- Zugelassen für über 17-Jährige.